# Estry
Estry ist eine ehemalige französische Gemeinde mit zuletzt 360 Einwohnern (Stand: 1. Januar 2013), den Estryens, im Département Calvados in der Region Normandie.
Am 1. Januar 2016 wurde Estry im Zuge einer Gebietsreform zusammen mit 13 benachbarten Gemeinden als Ortsteil in die neue Gemeinde Valdallière eingegliedert.

## Geografie
Estry liegt rund 13 Kilometer nordöstlich von Vire-Normandie. Südlich des Ortes verläuft der Fluss Allière.

## Bevölkerungsentwicklung
| Jahr                             | 1793  | 1836 | 1876 | 1926 | 1946 | 1968 | 1990 | 2013 |
| Einwohner                        | 1.012 | 901  | 769  | 507  | 438  | 436  | 322  | 360  |
| Quelle: Cassini, EHESS und INSEE |       |      |      |      |      |      |      |      |

## Sehenswürdigkeiten
- Kirche Notre-Dame aus dem 19. Jahrhundert
- Herrenhaus aus dem 17. Jahrhundert